# Джессіка Гармон
Джессіка Гармон (англ. Jessica Harmon, нар. 27 грудня 1985, Беррі, Онтаріо, Канада) — канадська акторка і режисерка. Відома ролями Дейл Бозіо надприродному телесеріалі «Я — зомбі» та Найли у телесеріалі «Сотня».

## Біографія
Джессіка Гармон народилася 27 грудня 1985 року в Беррі, Онтаріо, Канада. Її батьки — режисер Аллан Гармон і продюсерка Синда Гармон. Її брат — актор Річард Гармон, з яким вона знялася в науково-фантастичному серіалі The CW «Сотня».

## Кар'єра
Гармон знялася в ролі Меган Гелмс у слешері «Чорне Різдво», Гезер Далтон у науково-фантастичному фільмі жахів «Порожня людина 2» і Джилл Ейкленд у фільмі жахів «Повстання мертвих: Кінець гри». У 2010 році вона отримала нагороду Leo Award за найкращу роль у музичній, комедійній або естрадній програмі або серіалі за роль у пілотному телесеріалі «Вовчий каньйон».

## Фільмографія
| Рік       |    | Українська назва                  | Оригінальна назва                           | Роль                    |
| --------- | -- | --------------------------------- | ------------------------------------------- | ----------------------- |
| 1997—1998 | с  | За межею можливого                | The Outer Limits                            | Талі                    |
| 1998      | с  | Нова сімейка Адамсів              | The New Addams Family                       | Неповнолітня злочинниця |
| 2001—2002 | с  | Пасадена                          | Pasadena                                    | Мона                    |
| 2003      | ф  | Агент Коді Бенкс                  | Agent Cody Banks                            | Наталі                  |
| 2004      | с  | Дні                               | The Days                                    | Тріш                    |
| 2004      | с  | Перехідний вік                    | Life As We Know It                          | Зої Крессвел            |
| 2006      | ф  | Невидимка 2                       | Hollow Man 2                                | Гізер Далтон            |
| 2006      | ф  | Здохни, Джоне Такер!              | John Tucker Must Die                        | Дівчина з вечірки       |
| 2006      | с  | Інстинкт вбивці                   | Killer Instinct                             | Дженніфер Кроссленд     |
| 2006      | ф  | Чорне Різдво                      | Black Christmas                             | Меган Гелмс             |
| 2006—2008 | с  | Вістер                            | Whister                                     | Денні Бендер            |
| 2007—2013 | с  | Надприродне                       | Supernatural                                | Лілі Бейкер             |
| 2007      | тф | Мережа пристрастей                | Passion's Web                               | Лін                     |
| 2008      | кф | Посол                             | The Ambassador                              | Ніна                    |
| 2008—2009 | с  | Лице ворога                       | Battlestar Galactica: The Face of the Enemy | Есрін                   |
| 2009      | тф | Довіра                            | Trust                                       | Келін                   |
| 2009      | с  | Кайл XY                           | Kyle XY                                     | Гретчен                 |
| 2009      | тф | Зіткнення з небезпекою            | Encounter with Danger                       | Монік                   |
| 2009      | с  | Все, чого вона коли-небудь хотіла | Everything She Ever Wanted                  | Деббі                   |
| 2009      | тф | Острів Страху                     | Fear Island                                 | Ешлі                    |
| 2009      | с  | Вовчий каньйон                    | Wolf Canyon                                 | Саманта                 |
| 2012      | ф  | Різдвяна історія 2                | A Christmas Story 2                         | Жінка                   |
| 2012      | с  | Виберіть свою жертву              | Choose Your Victim                          | Катріна                 |
| 2012      | тф | Що завгодно, крім Різдва          | Anything But Christmas                      | Фейт                    |
| 2013      | ф  | Морський піхотинець: Тил          | The Marine 3: Homefront                     | Теллер                  |
| 2013      | ф  | А тепер слово від нашого спонсора | And Now a Word from Our Sponsor             | Кер                     |
| 2013      | с  | Доктор Емілі Оуенс                | Emily Owens, M.D.                           | Діана                   |
| 2013      | с  | Стріла                            | Arrow                                       | Ненсі Мур               |
| 2013      | кф | До побачення дівчата              | The Goodbye Girl                            | Сільвія Роуз            |
| 2013      | ф  | Якби я мав крила                  | If I Had Wings                              | Місс Макві              |
| 2013      | тф | Вбивця Ромео: Історія Кріса Порко | Romeo Killer: The Chris Porco Story         | Репортерка              |
| 2013      | тф | Чупакабра проти Аламо             | Chupacabra vs. The Alamo                    | Дженні                  |
| 2013      | тф | Різдвяна щедрість                 | Christmas Bounty                            | Джессіка                |
| 2014      | с  | Підписано, скріплено, доставлено  | Signed, Sealed, Delivered                   | Донна                   |
| 2014      | тф | Викрадене з утроби                | Stolen from the Womb                        | Вівіан                  |
| 2014      | кф | Мова тіла                         | Body Language                               | Олеандр                 |
| 2014      | тф | Глибше                            | Deeper                                      | Бет                     |
| 2014      | с  | Мотив                             | Motive                                      | Майя Бурін              |
| 2014      | тф | Поруч прийшла няня                | Along Came a Nanny                          | Куккі                   |
| 2015      | с  | Бекстром                          | Backstrom                                   | Бріттані Готтман        |
| 2015      | тф | Настав сезон кохання              | 'Tis the Season for Love                    | Ейлен                   |
| 2015      | тф | Любов під зірками                 | Love Under the Stars                        | Емі                     |
| 2015      | с  | Повернені                         | The Returned                                | Джанель                 |
| 2015      | с  | Вейворд Пайнс                     | Wayward Pines                               | Жінка №1                |
| 2015      | с  | Олімп                             | Olympus                                     | Халкіопа                |
| 2015      | тф | Скинути                           | Reset                                       | Наталі                  |
| 2015      | тф | За межами ліній                   | Outside the Lines                           | Тріш                    |
| 2015      | тф | Добросовісний                     | Bona Fide                                   | Селеста                 |
| 2015      | с  | Шепіт                             | The Whispers                                | Вілла                   |
| 2015      | с  | Доказ                             | Proof                                       | Саманта Гленн           |
| 2015—2019 | с  | Я — зомбі                         | iZombie                                     | Енні Бозіо              |
| 2016      | кф | План Б                            | PLAN b                                      | Трейсі                  |
| 2016      | ф  | Повстання мертвих: Кінець гри     | Dead Rising: Endgame                        | Джилл Екланд            |
| 2016—2020 | с  | Сотня                             | The 100                                     | Найла                   |
| 2016      | тф | Незнайомець у домі                | Stranger in the House                       | Місс Гардінг            |
| 2016      | с  | Чарівники                         | The Magicians                               | Макензі                 |
| 2017      | ф  | Серце з глини                     | Heart of Clay                               | Джустін                 |
| 2017      | тф | Остаточне бачення                 | Final Vision                                | Коллет Макдональд       |
| 2017      | с  | Важкі дні, мокрі ночі             | Hard Days, Wet Nights                       | Джилл                   |
| 2017      | с  | Викрадена                         | Taken                                       | Гретчен Ларі            |
| 2017      | с  | Десь між                          | Somewhere Between                           | Мімі                    |
| 2018      | ф  | Епоха дорослішання                | The Age of Adulting                         | Джилл                   |
| 2018      | с  | Коло Блетчлі: Сан-Франциско       | The Bletchley Circle: San Francisco         | Лідія Нолан             |
| 2019      | с  | Вбивства                          | The Murders                                 | Алісія Беннет           |
| 2019      | тф | Спокуса долі                      | Tempting Fate                               | Клер                    |
| 2019      | с  | Вампірські війни                  | V Wars                                      | Джессіка Свон           |
| 2021      | тф | Ремонт Різдва                     | Fixing Up Christmas                         | Фейт                    |
| 2024      | кф | Французькі дівчата                | French girl                                 | Елла                    |